# Canna indica
Canna
Pour les articles homonymes, voir balisier et Canna.
 (juin 2021).
Si vous disposez d'ouvrages ou d'articles de référence ou si vous connaissez des sites web de qualité traitant du thème abordé ici, merci de compléter l'article en donnant les références utiles à sa vérifiabilité et en les liant à la section « Notes et références ».
Espèce
Canna indica, le Canna ou appelé également Conflore à La Réunion, Ambaradeda à Madagascar,Toloman ou Balisier rouge, est une espèce de plantes à fleurs herbacées de la famille des Cannaceae. On l'appelle parfois Canna des Indes, mais ce nom est aussi utilisé pour plusieurs autres espèces de fleurs de l'ordre des Zingibérales[réf. nécessaire].

## Noms vulgaires et vernaculaires
Ce taxon porte en français les noms vernaculaires ou normalisés suivants : « Canna »,,, « Balisier à chapelet », « Balisier d'Inde, « Conflore », « Balisier »,, « Gonflore », « Safran marron », « Sissive, « Balisier comestible », « Tous-les-mois », « Balisier rouge », « Canna comestible », « Canna d'Inde ».

## Origine
L'espèce est originaire d'Amérique tropicale, en particulier des Caraïbes. Elle a été largement diffusée dans toutes les régions tropicales où elle peut facilement devenir subspontanée. Les archéologues ont découvert que le canna était cultivé au Pérou il y a 4 500 ans[réf. nécessaire].

## Description

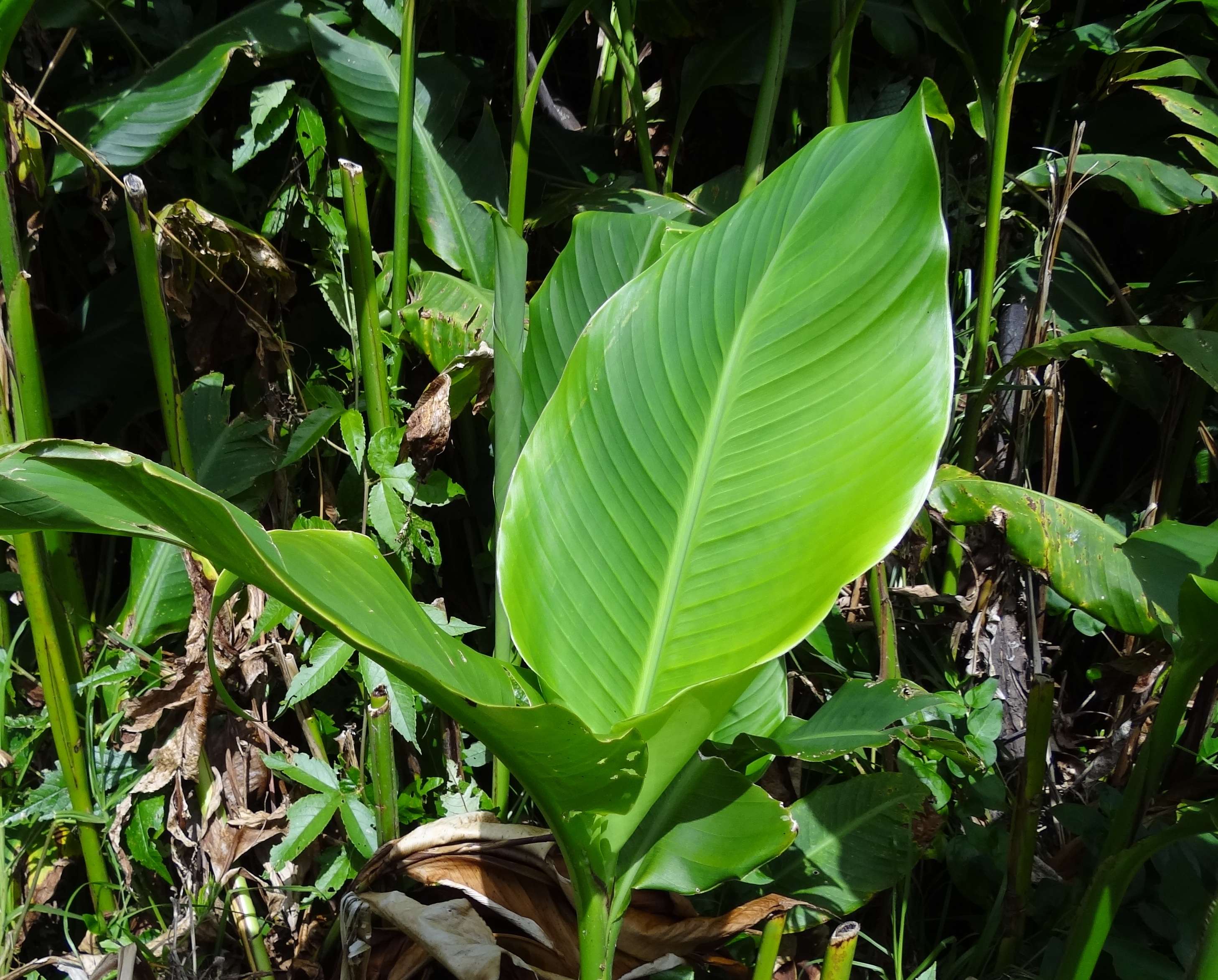
Feuille de Canna indica.

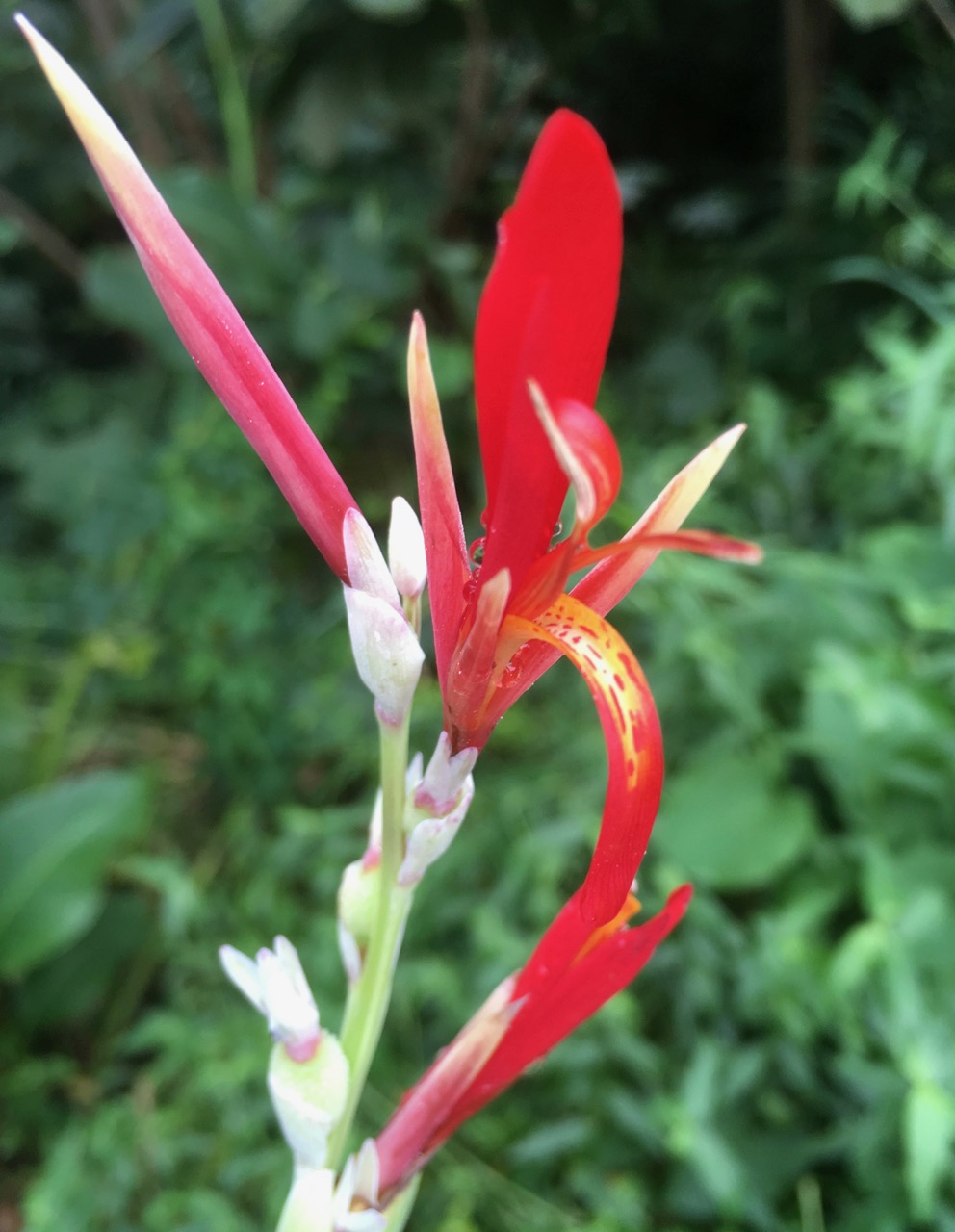
Fleurs.

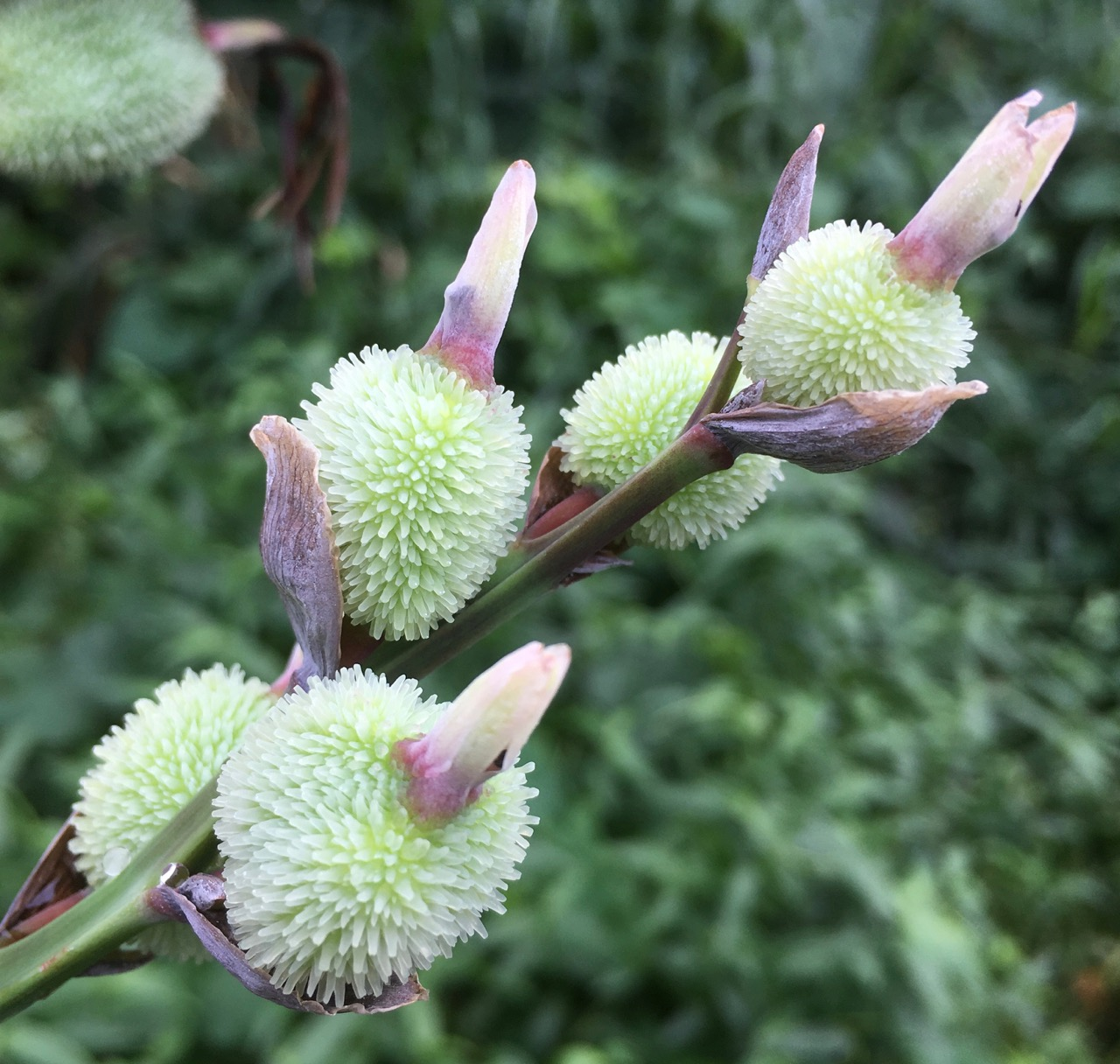
Fruits immatures de canna à feuilles vertes.

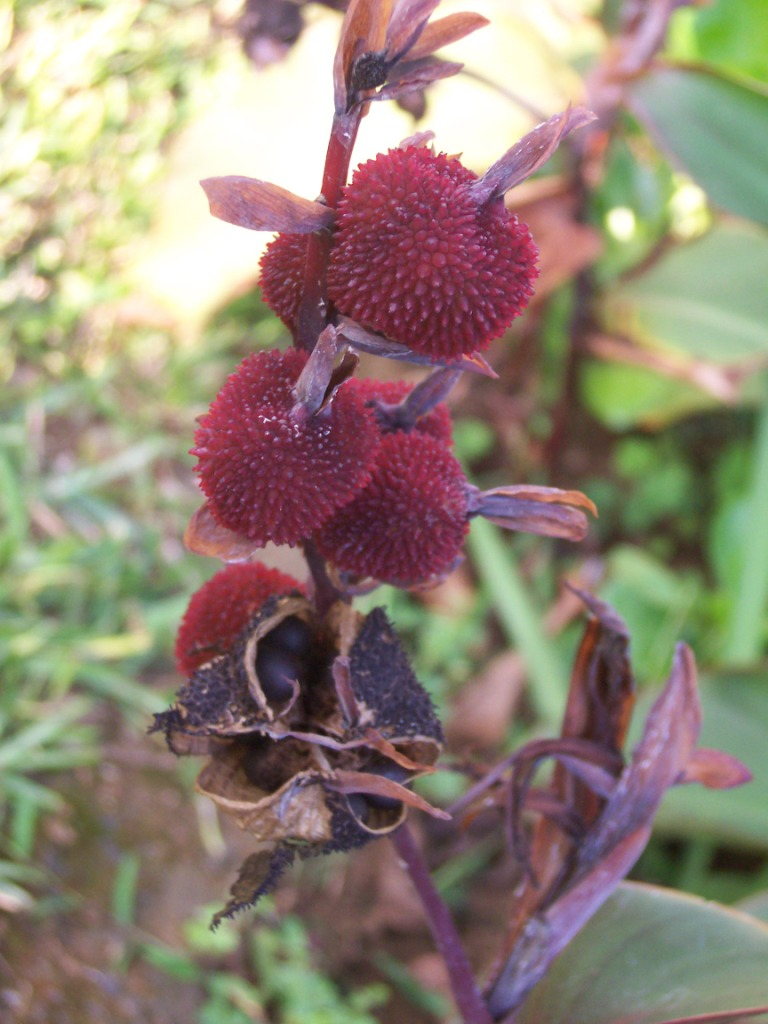
Fruits non matures de canna à feuilles rouges.

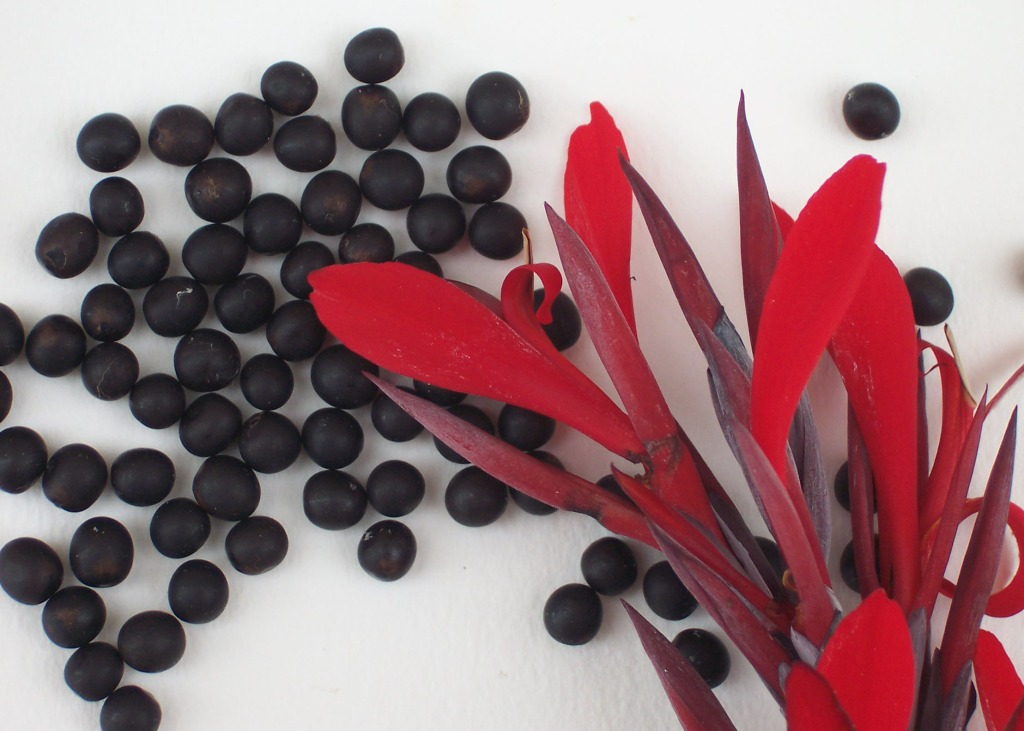
Graines.

Canna indica est une plante vivace tropicale (zone USDA 10) pouvant mesurer entre 0,5 m et 2,5 m de haut selon la variété[réf. nécessaire].
Les larges feuilles ressemblent à celles du bananier. Elles sont larges, vertes ou vert violet, avec des pétioles courts et une forme elliptique. Elles peuvent mesurer 30 à 60 cm de long et 10 à 25 cm de large, avec la base obtuse ou étroitement cunéiforme et l'apex brièvement acuminé ou fort[réf. nécessaire].
Les fleurs sont hermaphrodites et apparaissent de juillet jusqu'aux premières gelées. Elles peuvent être de couleur rouge, jaune ou orange[réf. nécessaire].
Les fruits sont des capsules globuleuses et verruqueuses, de 1,5 à 3 cm de long, de couleur marron à maturité, contenant une quinzaine de graines[réf. nécessaire].
Les graines de la taille d'un petit pois ont la forme de billes noires luisantes et très denses (elles coulent) et très coriaces.

## Culture
Le canna est une plante tropicale de croissance rapide. En zone tempérée, on la plante à la mi-mai (après les derniers gels) au soleil et au chaud et surtout à l'abri du vent. Le canna apprécie une terre riche et légère. On plante les rhizomes de 5 à 10 cm de profondeur tous les 30 à 50 cm selon leur hauteur. Donner régulièrement de l'engrais en période de croissance[réf. nécessaire].
La plante fleurit de juillet jusqu'aux premiers gels[réf. nécessaire].
Canna indica est peu rustique, elle est sensible au gel. Dans les zones où les températures hivernales descendent à moins de −10 °C, il faut extraire les rhizomes de terre pour les conserver hors gel (5 à 10 °C) dans de la tourbe ou du sable légèrement humide pour qu'ils ne sèchent pas puis les replanter au printemps après les derniers gels[réf. nécessaire].
La multiplication du Canna est très simple soit par division des rhizomes tous les 4 à 5 ans soit par semis. Les graines doivent être placées dans l'eau trois jours avant le semis pour les ramollir. Une graine semée en fin d'hiver peut donner une belle plante qui fleurira seulement six mois après le semis[réf. nécessaire].

## Utilisation alimentaire
En Europe, le canna est surtout utilisé comme plante ornementale dans les jardins, tandis qu'en Amérique latine, il est principalement cultivé pour ses rhizomes, qui sont importants pour l'alimentation humaine et l'agro-industrie[réf. nécessaire].
Les rhizomes de Canna indica (achira) mesurent jusqu'à 60 centimètres de long et sont comestibles. Ils peuvent être mangés crus, mais sont habituellement cuits au four. Cuits, les rhizomes deviennent translucides, mucilagineux et sucrés. La fécule appelée Achira ou Sagu (comparable à celle de l’arrow-root) est produite en broyant ou en pilant les racines et en les trempant dans l'eau puis en séparant les granules d'amidon des fibres dans les racines. Les gros granules d'amidon de Canna indica sont également translucides[réf. nécessaire].
L'amidon est facile à digérer et la farine est utilisée pour faire du pain, des biscuits, des gâteaux et des nouilles. Au Venezuela et en Martinique (où on l'appelle toloman probablement en référence au département Colombien de Tolima connu pour sa production de fécule)[réf. nécessaire], la fécule est utilisée pour préparer un atol (boisson) au pouvoir nutritif élevé pour les enfants après le sevrage, et pour les personnes âgées et les convalescents. Les rhizomes d'Achira sont également consommés rôtis ou cuits. En décoction, les racines sont utilisées comme diurétiques et les feuilles comme cicatrisant[réf. nécessaire].
Les Espagnols ont remarqué l'achira en 1549 quand il a été cité comme l'une des quatre plantes-racines cultivées pour la nourriture par les habitants de la vallée de Chuquimayo (province de Jaén) au Pérou. Les trois autres étaient la patate douce (Ipomoea batatas), le manioc (Manihot esculenta) et la Arracacha (Arracacia xanthorrhiza). Aujourd'hui, Achira est rarement cultivé pour la nourriture, bien que dans les années 1960, il était encore une culture importante dans la province de Paruro sur la rivière supérieure Apurimac près de Cusco. Là, à des altitudes allant jusqu'à 2 600 mètres (8 500 pieds), l'achira est cultivé et récolté, en particulier pour être mangé pendant le Festival de Corpus Christi en mai ou en juin. Les rhizomes d'achira sont enveloppés de feuilles d'achira et placés dans une fosse avec des roches chauffées. La fosse est ensuite remplie de terre et l'achira est lentement cuite sous terre[réf. nécessaire]. 
Les rhizomes, les tiges et les feuilles servent également de fourrage pour le bétail[réf. nécessaire].

### Autres utilisations

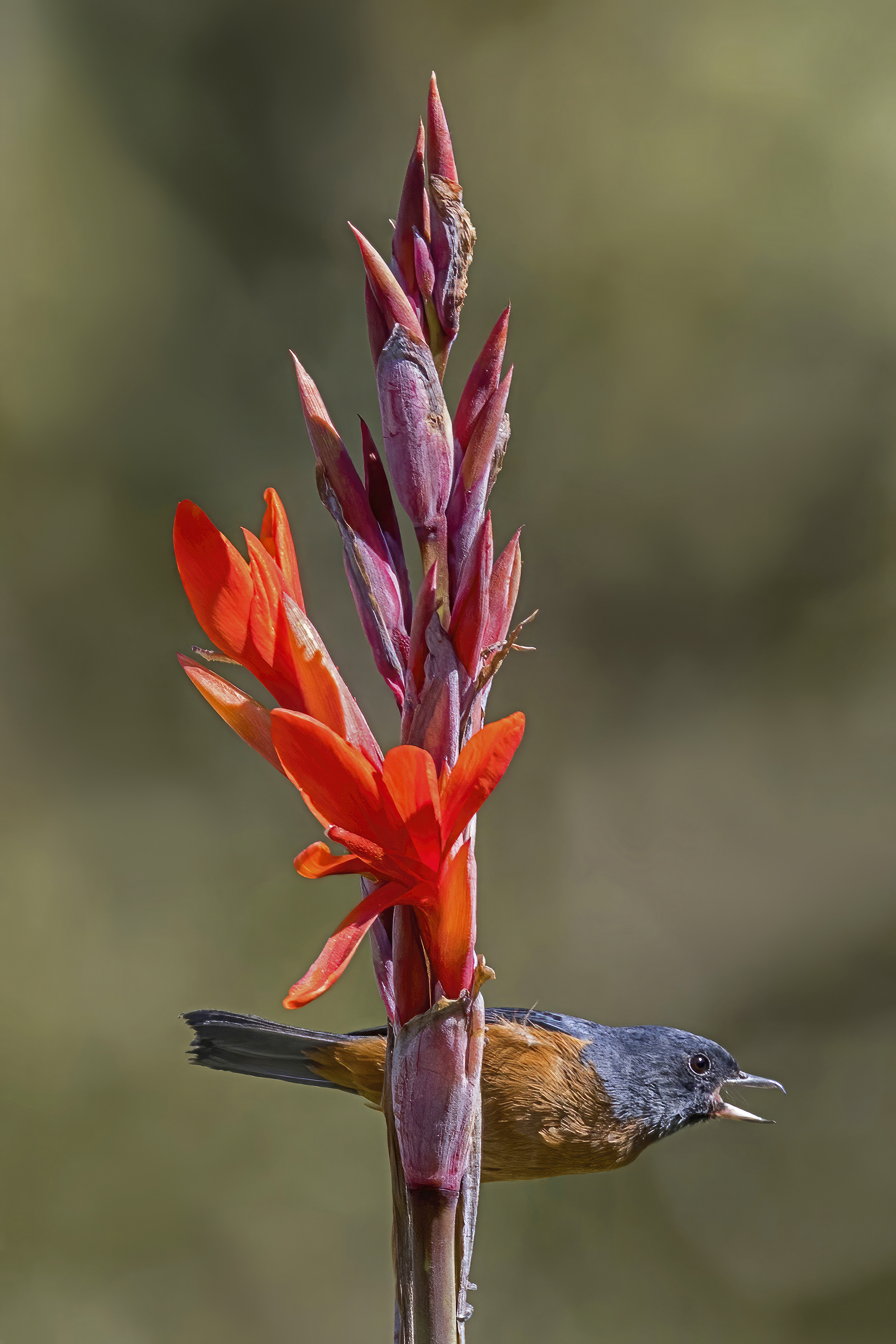
Un Percefleur cannelle mâle utilisant Canna indica comme perchoir.

- Des feuilles fraîchement coupées sont utilisées sur les brûlures pour rafraîchir et dissiper la chaleur de la peau brûlée[réf. nécessaire].

- Les feuilles sont également utilisées comme un type d'emballage naturel pour envelopper des aliments typiques, similaires aux tamales au goût sucré, connus sous le nom de « chymobolites[réf. nécessaire] ».

- Les graines sont utilisées comme perles en joaillerie et constituent les éléments mobiles d'un instrument de musique traditionnel de la Réunion, le kayamb. On les utilise également pour faire des hochets ou des maracas[réf. nécessaire].

- Pendant la mutinerie indienne du XIXe siècle, les soldats auraient utilisé les graines de Canna indica quand ils ont manqué de plombs pour leurs fusils[réf. nécessaire].

- Canna indica peut être utilisé pour le traitement des eaux usées industrielles à travers les zones humides artificielles. Il est efficace pour l'élimination de charge organique élevée et des composés organiques chlorés des eaux usées des usines de papier[réf. nécessaire].

## Systématique
Au cours des trois dernières décennies du XXe siècle, les espèces de Canna ont été classées par deux taxonomistes différents, Paulus Johannes Maria Maas des Pays-Bas et Nobuyuki Tanaka du Japon. Inévitablement, il existe des différences dans leurs catégorisations[réf. nécessaire].

### Liste des variétés
Liste des variétés selon GBIF (17 juin 2021) :
- Canna lutea var. aurantiaca Kraenzl., 1912
- Canna lutea var. aurantiaca Petersen, 1890
- Canna lutea var. lutea
- Canna lutea var. maculata Petersen, 1890
- Canna lutea var. pallida Kraenzl., 1912
- Canna lutea var. pallida Petersen, 1890

### Synonymes
Selon Plants of the World online (POWO) (17 juin 2021), Canna lutea L. présente 116 synonymes :
- Canna achiras Gillies ex D.Don
- Canna altensteinii Bouché
- Canna amabilis T.Koyama & Nob.Tanaka
- Canna ascendens Ciciar.
- Canna aurantiaca Roscoe
- Canna aureovittata G.Lodd.
- Canna barbadica Bouché
- Canna bidentata Bertol.
- Canna bifida Roem. & Schult.
- Canna bihorellii G.Nicholson
- Canna brasiliensis Roscoe ex Spreng.
- Canna caledonis-peltata Chaté
- Canna carnea Roscoe
- Canna cearensis Huber
- Canna chinensis Willd.
- Canna cinnabarina Bouché
- Canna coccinea Mill.
- Canna coccinea var. bicolor Kraenzl.
- Canna coccinea f. flaviflora Chodat & Hassl.
- Canna commutata Bouché
- Canna compacta Roscoe
- Canna concinna Bouché
- Canna crocea Roem. & Schult.
- Canna densifolia Bouché
- Canna denudata var. grandis Petersen
- Canna discolor Lindl.
- Canna discolor var. rubripunctata Nob.Tanaka
- Canna discolor var. viridifolia Nob.Tanaka
- Canna edulis Ker Gawl.
- Canna ehrenbergii Bouché
- Canna elegans Raf.
- Canna ellipticifolia Stokes
- Canna exigua Bouché
- Canna eximia Bouché ex Horan.
- Canna expansa-rubra G.Nicholson
- Canna flavescens Link
- Canna floribunda Bouché
- Canna formosa Bouché
- Canna fuchsina Ciciar.
- Canna fulgida Bouché
- Canna gaboniensis Chaté
- Canna heliconiifolia Bouché
- Canna heliconiifolia var. xalapensis (Bouché) Kraenzl.
- Canna humilis Bouché
- Canna indica var. edwardsii Regel
- Canna indica var. limbata (Regel) Petersen
- Canna indica var. patens Aiton
- Canna indica var. sanctae-rosae (Kraenzl.) Nob.Tanaka
- Canna indica var. warszewiczii Nob.Tanaka
- Canna insignis G.Nicholson
- Canna juncea Retz.
- Canna laeta Bouché
- Canna lagunensis Lindl.
- Canna lambertii Lindl. ex Ker Gawl.
- Canna lanuginosa Roscoe
- Canna leptochila Bouché
- Canna limbata Roscoe
- Canna lutea Larrañaga
- Canna lutea Mill.
- Canna lutea var. genuina Kraenzl.
- Canna macrophylla Horan.
- Canna maculata (Hook.) Link
- Canna maxima Lodd. ex Roscoe
- Canna montana Blume
- Canna moritziana Bouché
- Canna musifolia Année ex Chaté
- Canna orientalis Roscoe
- Canna orientalis Bouché
- Canna pallida Roscoe
- Canna patens (Aiton) Roscoe
- Canna pentaphylla D.Dietr.
- Canna peruviana-purpurea Année ex Chaté
- Canna peruviana-robusta Année ex Chaté
- Canna platyphylla Nees & Mart.
- Canna plurituberosa T.Koyama & Nob.Tanaka
- Canna poeppigii Bouché
- Canna polyclada Wawra
- Canna polymorpha Bouché
- Canna portoricensis Bouché
- Canna pruinosa Hoffmanns.
- Canna pulchra Hassk.
- Canna pulchra Bouché ex Horan.
- Canna purpurea-spectabilis Année ex Chaté
- Canna recurvata Bouché
- Canna rendatleri G.Nicholson
- Canna roscoeana Bouché
- Canna rotundifolia André
- Canna rubra Willd.
- Canna rubricaulis Link
- Canna sanctae-rosae Kraenzl.
- Canna sanguinea Warsz. ex Otto & A.Dietr.
- Canna sanguinea Bouché
- Canna saturate-rubra Bouché ex K.Koch
- Canna schubertii Horan.
- Canna seleriana Kraenzl.
- Canna sellowii Bouché
- Canna speciosa Roscoe ex Sims
- Canna spectabilis Bouché
- Canna sulphurea Bouché
- Canna surinamensis Bouché
- Canna tenuiflora Bouché ex A.Dietr.
- Canna textoria Noronha
- Canna thyrsiflora Hegetschw.
- Canna variabilis Willd.
- Canna variegata Besser
- Canna variegata Bouché
- Canna variegatifolia Ciciar.
- Canna ventricosa Bouché
- Canna warszewiczii A.Dietr.
- Canna warszewiczii var. flameus Ram.Goyena
- Canna xalapensis Bouché
- Cannacorus indicus (L.) Medik.
- Cannacorus ovatus Moench
- Distemon brasiliensis (Roscoe ex Spreng.) Bouché
- Distemon grandis Horan.
- Xyphostylis lutea (Mill.) Raf.